# Дороті Паркер
Дороті Паркер (англ. Dorothy Parker), до шлюбу Ротшильд (22 серпня 1893, Лонг-Бранч, Нью-Джерсі — 7 червня 1967, Нью-Йорк) — американська письменниця, журналістка, колумністка, сценаристка, літературний критик, сатирикиня, авторка пісень й феміністська поетеса. Відома дотепністю, мудрістю, гострим словом і спостережливістю у висвітленні міських забобонів ХХ століття.

## Життєпис
З конфліктного та нещасливого дитинства Паркер й винесла підґрунтя своїх літературних творів, що публікувалися в таких журналах, як The New Yorker.  Член-засновниця Круглого Столу Альгонкін.
Літературну кар'єру почала в 1918 роц з театральної критики для Vanity Fair, замінюючи П. Ґ. Вудхауза, який пішов у відпустку. Наступні 15 років стали найбільшим періодом продуктивності й успіху Паркер. Тільки у 1920-ті вона опублікувала близько 300 віршів і вільних віршів у Vanity Fair, Vogue, «The Conning Tower» та The New Yorker, а також у Life, McCall's і The New Republic. Першу збірку поезій «Достатньо мотузки» Паркер опублікувала в 1926-му. Були розпродані 47 000 примірників видання, яке отримало вражаючу критику.
Паркер розлучилася зі своїм чоловіком у 1928-му. Вона мала багато романів та закохань, зокрема в драматурга Чарльза Макартура та видавця Сьюарда Коллінза. Завагітнівши від Макартура, як стверджується, Паркер сказала: «Як це на мене схоже, вкласти всі яйця в одного козла». Вона перенесла аборт і депресію, яка завершилася її першою спробою самогубства.
Під кінець цього періоду Паркер почала ставати більш політично обізнаною й активною. Те, що стане завзяттям до активізму на все життя, розпочалось в 1927-му, коли вона занепокоїлась засудженими до страти Сакко та Ванцетті. Паркер поїхала до Бостона, опротестувати розгляд справи. Її та її колегу з Круглого Столу Рут Гейл заарештували, а Паркер врешті визнали винною за звинуваченням у «бродязстві та волокитстві», зі сплатою 5 доларів.
Після розпаду кола Круглого Столу Паркер вирушила до Голлівуду писати сценарії. У 1932 році познайомилась з актором Аланом Кемпбеллом. Через два роки в Ратоні, Нью-Мексико, вони одружилися. Змішане батьківство Кемпбела було зворотним для Паркер: він мав німецько-єврейську матір і батька шотландця. Вона дізналась про його бісексуальність і пізніше на публіці казала, що він «чудернацький, що той козлик». Пара переїхала до Голлівуду і підписала 10-тижневі контракти з Paramount Pictures, при цьому Кемпбелл заробляв 250 доларів на тиждень, а Паркер 1000. Зрештою, вони заробляли 2000 доларів, а в деяких випадках і понад 5000 доларів на тиждень як фрілансери для різних студій. Дороті Паркер працювала з Кемпбеллом над понад 15 фільмами. Її тамтешні успіхи, включаючи дві номінації на Оскар, перервалися через її участь у лівій політиці, через що її внесли в чорний список Голлівуду.
Нарікаючи на власні таланти, сама мисткиня засуджувала свою репутацію «дотепниці». Тим не менш, і її літературний спадок, і репутація гострої дотепності її пережили.
Дороті Паркер померла 7 червня 1967 року від серцевого нападу у віці 73 років. Вона заповіла свій маєток Мартіну Лютеру Кінгу. Після смерті самого Кінга його родина передала маєток Національній асоціації сприяння прогресу кольорового населення. Виконавиця духівниці Лілліан Гелман гірко, але безуспішно оскаржувала цю передачу. Прах письменниці залишався ніде незапитаним, крім скарбниці її адвоката Пола О'Дваєра протягом приблизно 17 років.
У 1988 році НАСРКЛ запросили рештки Паркер і створили меморіальний сад поза штаб-квартирою в Балтиморі. На табличці написано: «Тут лежить прах гумористки, письменниці, критикині Дороті Паркер (1893—1967). Захисниці людських і громадських прав. Для своєї епітафії вона схвалила: „Вибачте мій пил“. Цей меморіальний сад присвячений її благородному духу, що шанував єдність людства й зв'язки вічної дружби між чорним та єврейським народами. Присвячено Національною асоціацією сприяння прогресу кольорового населення. 28 жовтня 1988 року».